# Les Fauves (téléfilm)
Pour les articles homonymes, voir Les Fauves.
Pour plus de détails, voir Fiche technique et Distribution.
Les fauves est un téléfilm français réalisé par José Pinheiro avec Karl E. Landler, Anne Suarez et diffusé en 2012.

## Synopsis
Virgil Parcek (Karl E. Landler), un flic du SRPJ de Nice infiltré dans Le Cercle, une organisation criminelle locale. On suit aussi Ariane Lancelot (Anne Suarez) qui se retrouve muté au SRPJ niçois et qui est la seule à connaître l'existence et la mission de Virgil.
Armelle Deutsch devait interpreter Ariane Lancelot. Rôle finalement repris par Anne Suarez.

## Fiche technique
Source : IMDb, sauf mention contraire
- Réalisateur : José Pinheiro
- Scénariste : Céline Guyot, Martin Guyot
- Producteur : Antoine Perset
- Direction artistique : Pascal Aubin
- Coordinateur des cascades : Christophe Marsaud
- Société de production : Aubes Productions
- Société de distribution : TF1
- Pays d'origine : France
- Genre : Action
- Durée : 90 minutes
- Date de diffusion : 26 décembre 2012 sur TF1

## Distribution
- Karl E. Landler : Virgil parcek
- Adina Cartianu
- Moon Dailly : Vero
- Laurent Fernandez : Fred
- Mark Grosy : Tony
- Corrado Invernizzi : Avocat Munez
- Christophe Roblin
- Anne Suarez : Ariane Lancelot